# Fibroscan
Fibroscan, técnica ultrasonográfica basada en la elastografía, que mide la velocidad de propagación de ondas elásticas a través del hígado y sirve para evaluar el grado de fibrosis hepática en el paciente de forma no invasiva (sobre todo en pacientes con hepatitis C crónica), de esta manera se podrá tomar la decisión sobre si iniciar tratamiento o no, la respuesta que se está teniendo en el tratamiento, o también si está aún más dañado el hígado.
Con esta técnica se trata de evitar la realización de la hasta ahora tan necesaria biopsia hepática y los múltiples efectos secundarios que puede conllevar. Solamente se está en la consulta médica o quirófano escasamente quince minutos en los que se da por finalizada la prueba, por lo que no precisa ingreso ni se tiene ningún efecto secundario abrasivo o invasivo.
La elastografía mide el estado de rigidez o elasticidad de un tejido utilizando una onda de ultrasonidos (5 MHz) y un pulso mecánico de vibración de baja frecuencia (50 Hz). Primero se envía el pulso mecánico, que inicia una onda de ultrasonidos que se transmite por el órgano hepático, esta onda mide a su vez la velocidad de propagación de la onda elástica a nivel intrahepático. La onda elástica indica la rigidez o dureza del tejido hepático, cuanto más duro sea más rápidamente se difunde la onda, evidentemente el daño será mayor. Esta medición se expresa en unidades de kilopascal (kPa).
Otro dato que resulta de la prueba es la elasticidad de un cilindro de parénquima hepático del tamaño de 1 cm de diámetro y de 2 a 4 cm de longitud. El volumen estudiado es como mínimo 100 veces mayor que el resultado obtenido con la biopsia, esto indica que los valores obtenidos son más representativos del total del hígado que con la biopsia.

## Examen Fibroscan
El desarrollo de la prueba es indoloro y rápido. El procedimiento es muy fácil, siguiendo las instrucciones del especialista se deberá tumbar colocando el brazo derecho estirado detrás de la cabeza, tras palpar el especialista el punto donde se va a realizar, se unta en la zona un gel conductor para facilitar el contacto, se pasa por la superficie un pequeño aparato con el que se sentirá una leve vibración. Se repite diez veces sucesivas en el punto elegido. El resultado es inmediato, calculando la máquina la mediana de las diez veces y saldrá de la consulta con el resultado en sus manos.

## Resultados
Los resultados obtenidos tras la realización de la prueba de fibroscan es medido en unidades de kilopascal (kPa), según el grado de unidades el paciente se encuentra en una de las cuatro posibles fases en que ha sido subdividida esta prueba, de la manera siguiente:
- Si el valor resultante es menor de 7 kPa, equivale a lo mismo que los niveles de fibrosis 0 y 1 de la biopsia. Escaso riesgo de progresión. Se aconseja no iniciar el tratamiento.

- Estando el margen entre los valores 7 a 9,4 kPa, indica que existe fibrosis moderada o lo que se califica como nivel 2. Se aconseja hacer pruebas con fibroscan de forma periódica, para así evaluar la progresión y la necesidad de tratamiento.

- Si el margen oscila entre 9,4 y 12 kPa, es indicativo de que la fibrosis se encuentra en estado avanzado o nivel 3. Es necesario o aconsejable el tratamiento antivírico.

- Si el resultado supera los 12 kPa, quiere decir que la fibrosis es grave o está en el nivel 4. Existe un alto riesgo de cirrosis. La terapia es de carácter urgente.

El estudio de los resultados ha demostrado que este método también sirve para evaluar otras anomalías hepáticas además de la cirrosis.